# 2-я авиаполевая дивизия
2-я авиаполевая дивизия (нем. 2. Luftwaffen-Felddivision) — тактическое соединение ВВС нацистской Германии. 

## История
Сформирован в сентябре 1942 года в Люфтгау III в учебном лагере Гросс-Борн.
В 1943 году был сформирован 2-й артиллерийский полк. Существовавший до этого артиллерийский дивизион стал 3-м дивизионом 2-го артиллерийского полка, зенитный дивизион — 4-м дивизионом 2-го артиллерийского полка, противотанковый дивизион стал 5-м дивизионом 2-го артиллерийского полка. Однако вскоре 5-й дивизион вскоре был переименован обратно в противотанковый дивизион. 
Дивизия была практически полностью уничтожена под Невелем 15 октября 1943 года в ходе оборонительных боёв 3-й танковой армии, а её остатки были расформированы. 4-й (зенитный) дивизион 2-го артиллерийского полка стал 1-м дивизионом 50-го зенитного артиллерийского полка. Оставшаяся часть была передана в состав 6-й авиаполевой дивизии. 2-й пехотный батальон стал 2-м батальоном 53-го егерского полка ВВС, 3-й дивизион 2-го артиллерийского полка стал 4-м дивизионом 6-го артиллерийского полка 6-й авиаполевой дивизии.

## Состав
1942 год
- 1/,2/,3/,4-й батальоны (16 рот и без полкового штаба)
- Противотанковый дивизион (3 батареи)
- Артиллерийский дивизион (3 батареи)
- Зенитный дивизион (3 батареи)
- Инженерная рота
- Рота связи[1]